# Europejskie Centrum Pamięci i Pojednania w Pustkowie–Osiedlu
Europejskie Centrum Pamięci i Pojednania w Pustkowie–Osiedlu – Ekspozycja historyczno–dydaktyczna przy Górze Śmierci – placówka muzealno-dydaktyczna, położona na terenie wsi Pustków-Osiedle (powiat dębicki). Centrum jest jednostka organizacyjną gminy Dębica i działa w ramach Centrum Kultury i Bibliotek Gminy Dębica.
Centrum powstało w 2009 roku jako jednostka, której celem jest realizacja projektów związanych z historią II wojny światowej oraz eksterminacją wielu narodów, w tym Polaków, Romów, Żydów i jeńców wojennych (żołnierzy belgijskich, francuskich i sowieckich). Oprócz działalności wystawienniczej (ekspozycja stała i wystawy czasowe), organizuje warsztaty, lekcje regionalne, pokazy filmów historycznych, spotkania z historią, wykłady i prelekcje, które kierowane są do współczesnego pokolenia, tak dla dorosłych, jak i młodzieży. W październiku 2011 roku Centrum otrzymało imię Heleny z Reyów Jabłonowskiej – działaczki społecznej i członkini Armii Krajowej.
Sama część wystawiennicza została otwarta w kwietniu 2012 roku. Obejmuje ona wystawę stałą, poświęconą historii hitlerowskiego obozu pracy w Pustkowie (Truppenübungsplatz Heidelager Pustków) oraz poligonu doświadczalnego Waffen-SS (SS-Truppenübungsplatz Dębica), na którym testowano m.in. pociski V-1 i V-2. W ramach ekspozycji, urządzonej w budynkach wzorowanych na obozowych barakach, prezentowane są m.in. dokumenty, pamiątki po więźniach, przedmioty codziennego użytku, narzędzia pracy oraz makieta terenu obozu i poligonu. Prezentowane zbiory pochodzą m.in. z Muzeum Regionalnego w Dębicy, oddziału Instytutu Pamięci Narodowej oraz Archiwum Państwowego w Rzeszowie, Żydowskiego Instytutu Historycznego w Warszawie, Instytutu Pamięci Jad Waszem w Jerozolimie, United States Holocaust Memorial Museum w Waszyngtonie oraz ze zbiorów innych placówek oraz osób prywatnych.
W skład Centrum wchodzi również pomnik, postawiony na szczycie „Góry Śmierci” (Królowej Góry), gdzie od 1941 roku umiejscowione było obozowe krematorium, w którym palono ciała więźniów pomordowanych i zmarłych w obozie. Prowadzi do niego „Droga Cierpienia”, wzdłuż której ustawiono czternaście rzeźb w kształcie ludzkich rąk.
Centrum jest obiektem całorocznym, wstęp jest płatny.

## Galeria

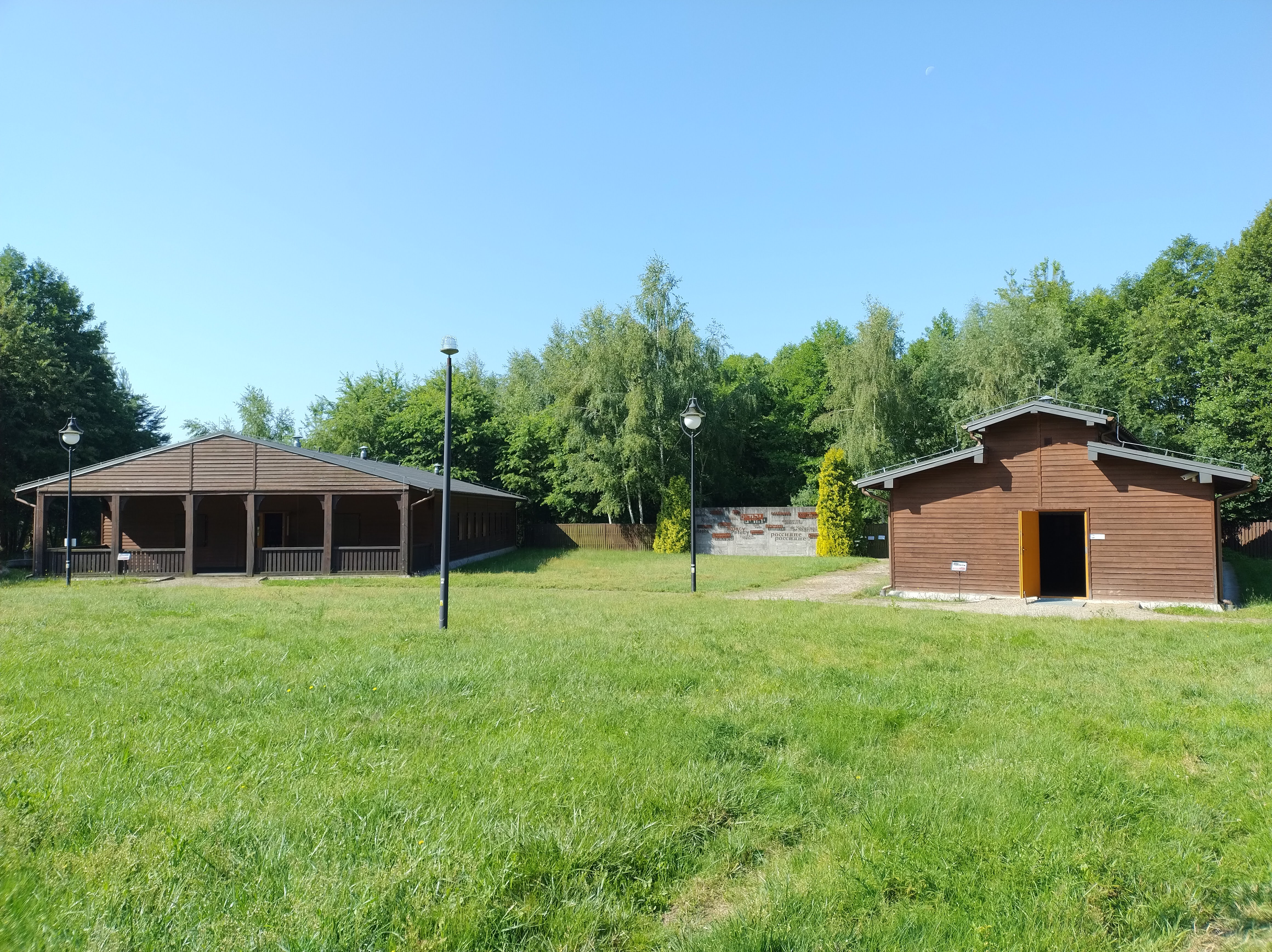
Rekonstrukcja baraku żołnierskiego i więźniarskiego
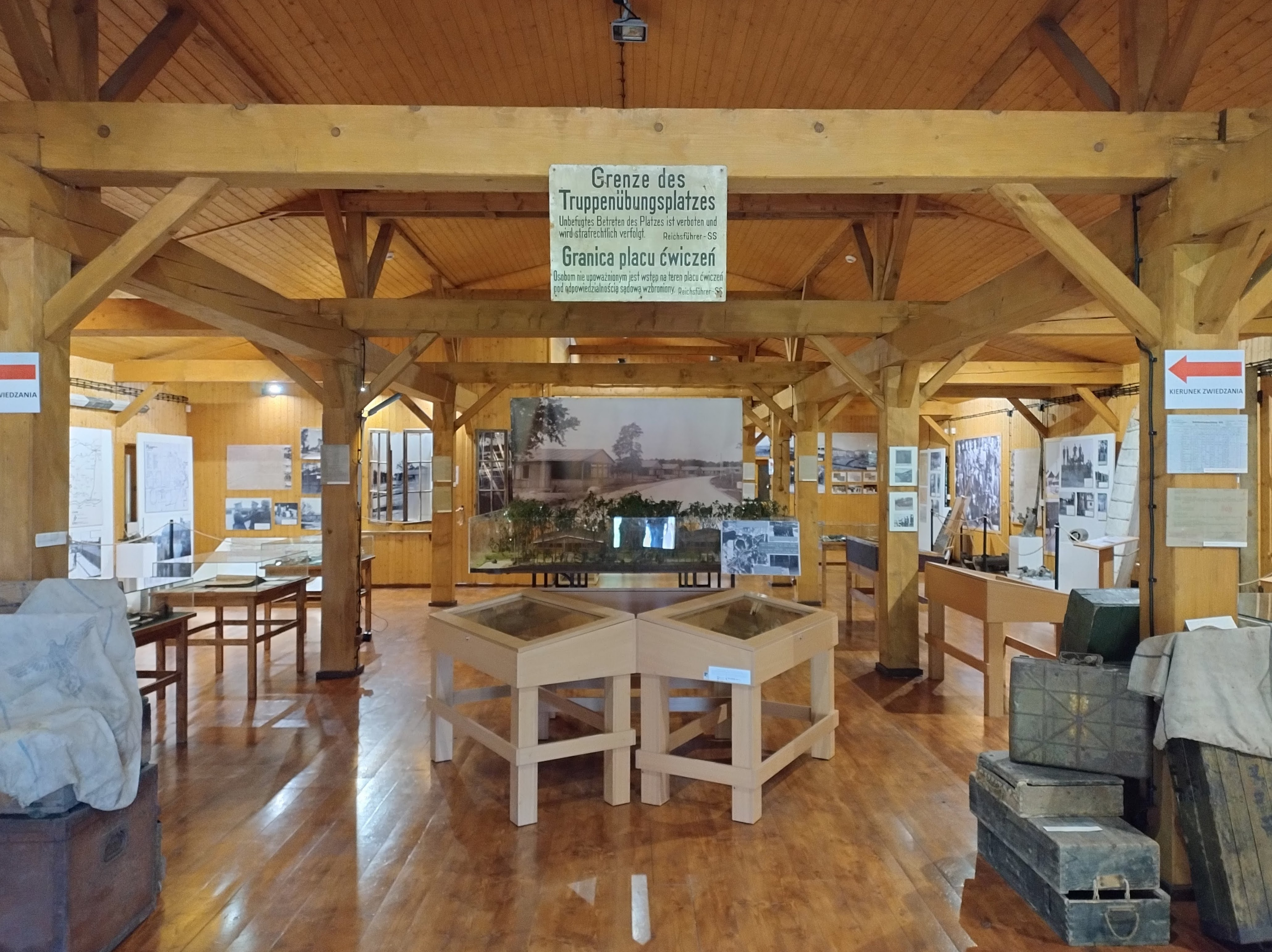
Ekspozycja w zrekonstruowanym baraku żołnierskim
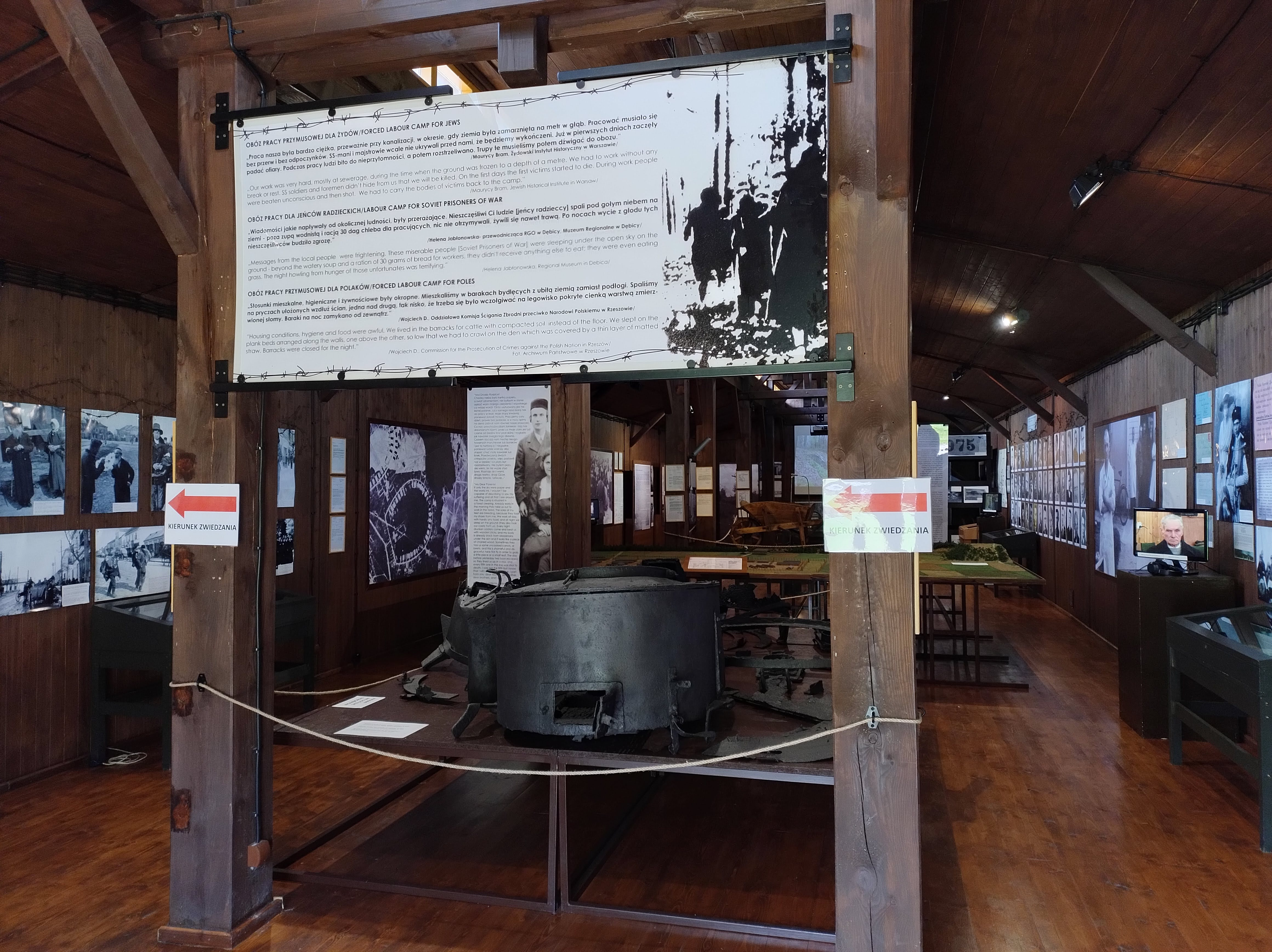
Ekspozycja w zrekonstruowanym baraku więźniarskim
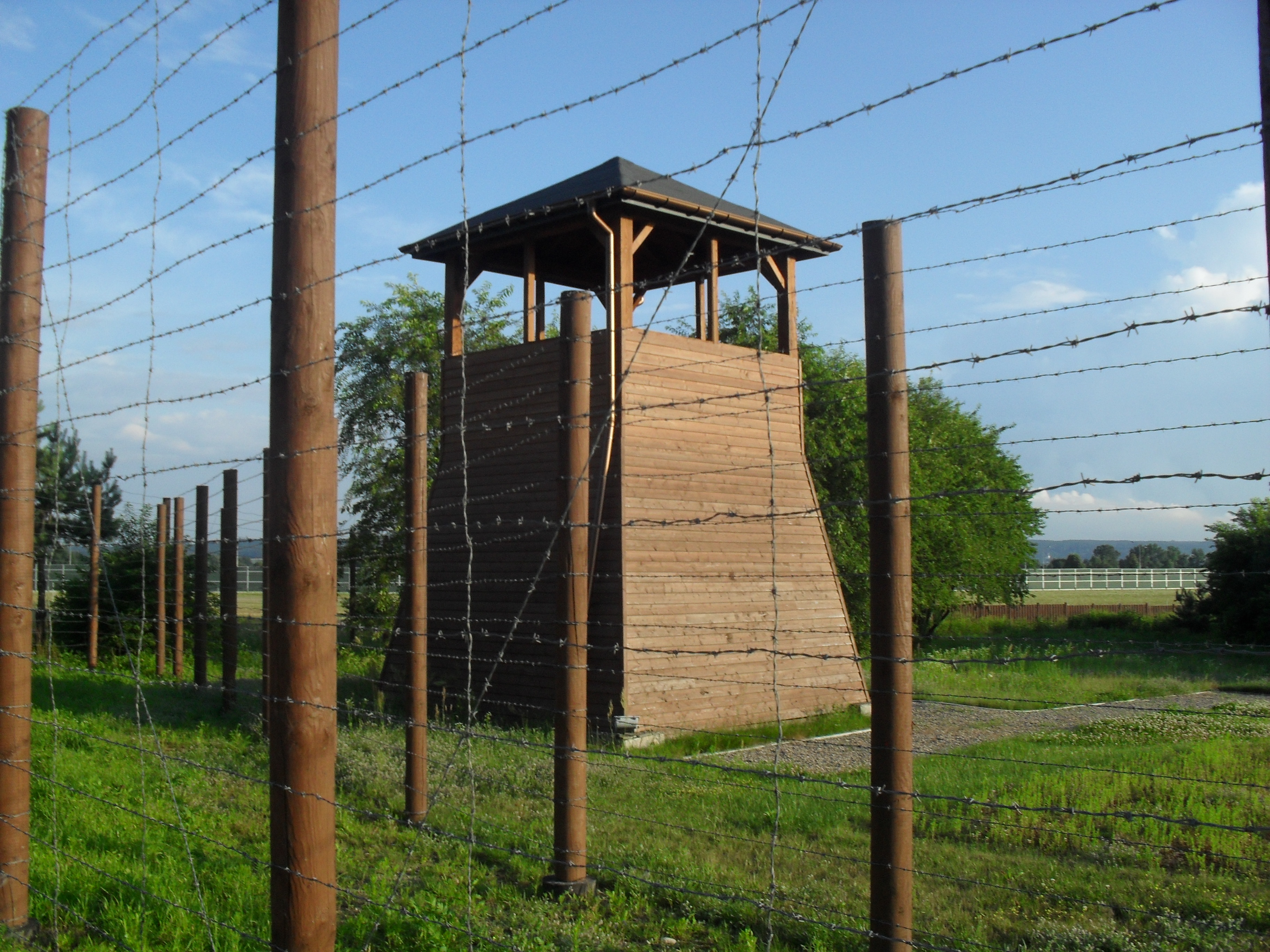
Rekonstrukcja wieży wartowniczej
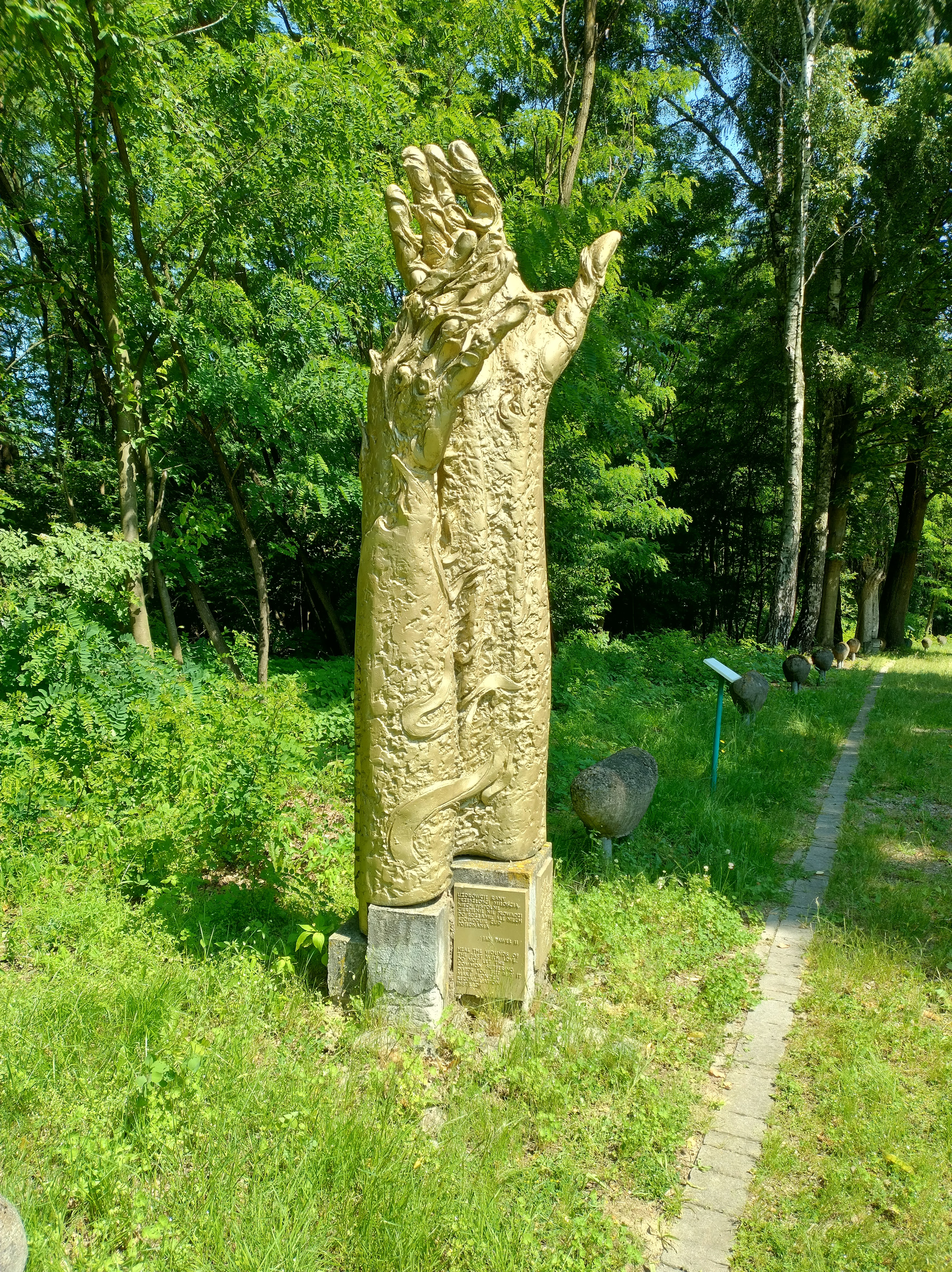
„Droga Cierpienia”
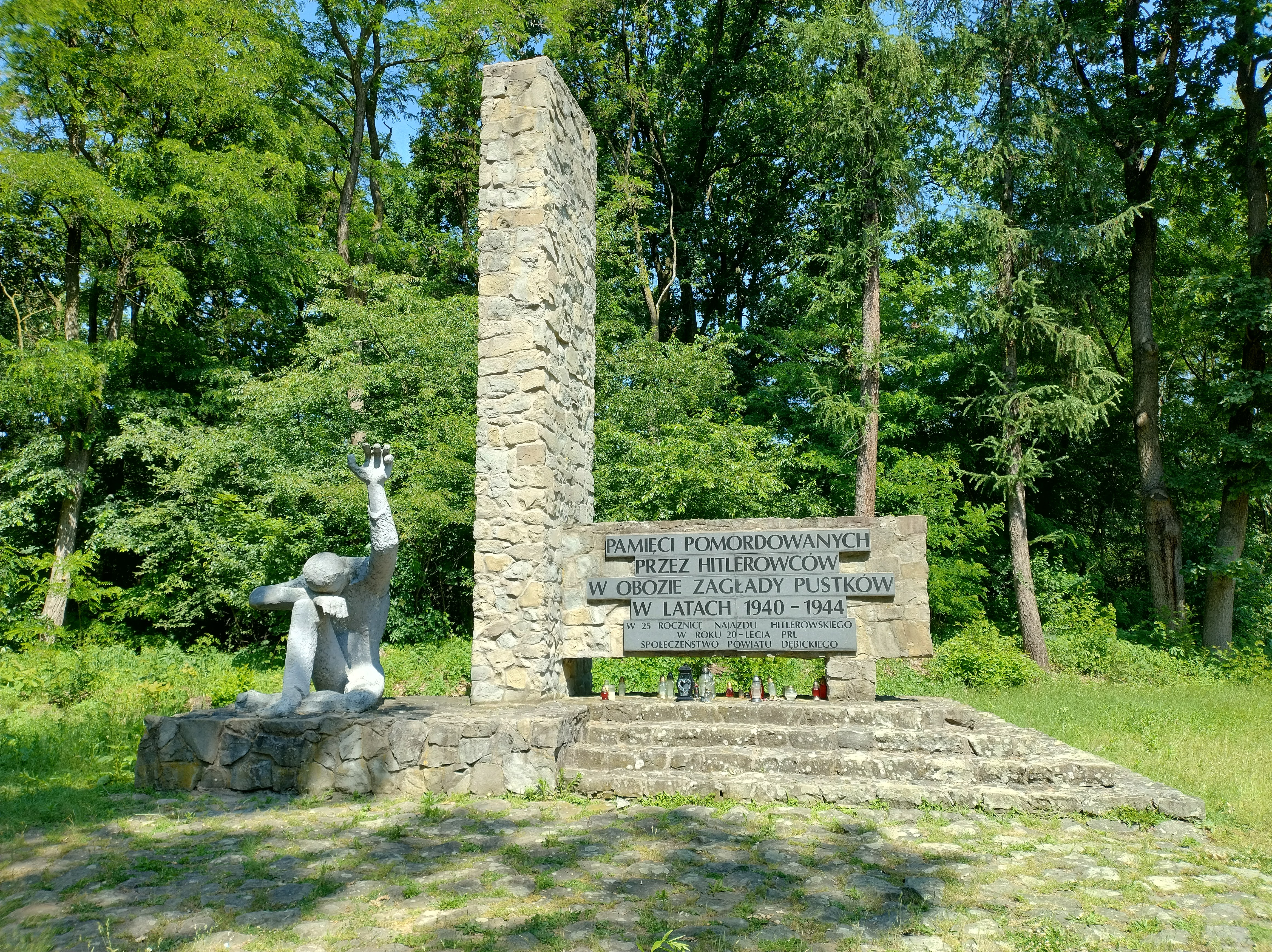
Pomnik na Górze Śmierci
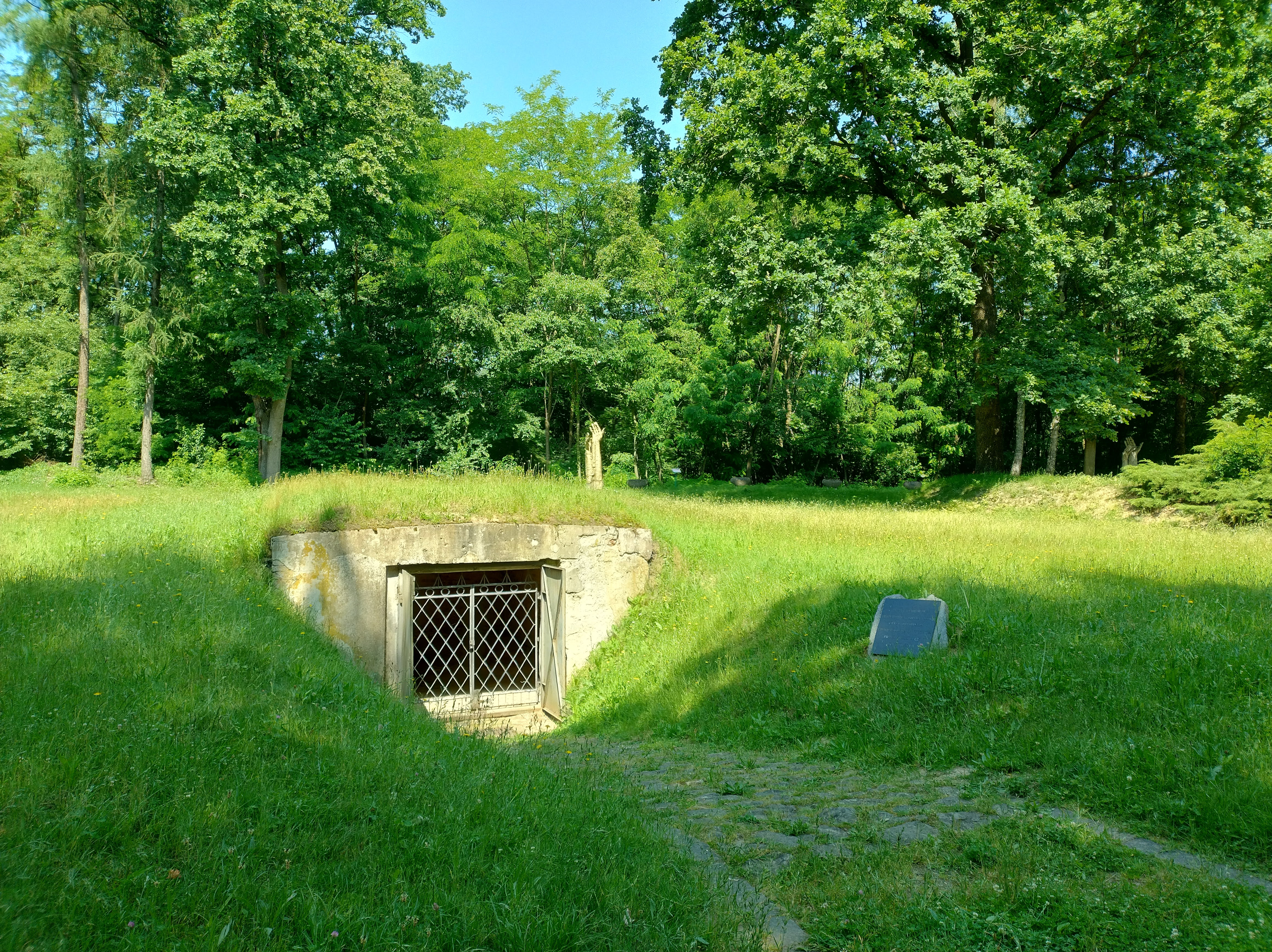
Komora, w której gromadzono ciała przed ich spaleniem (Góra Śmierci)
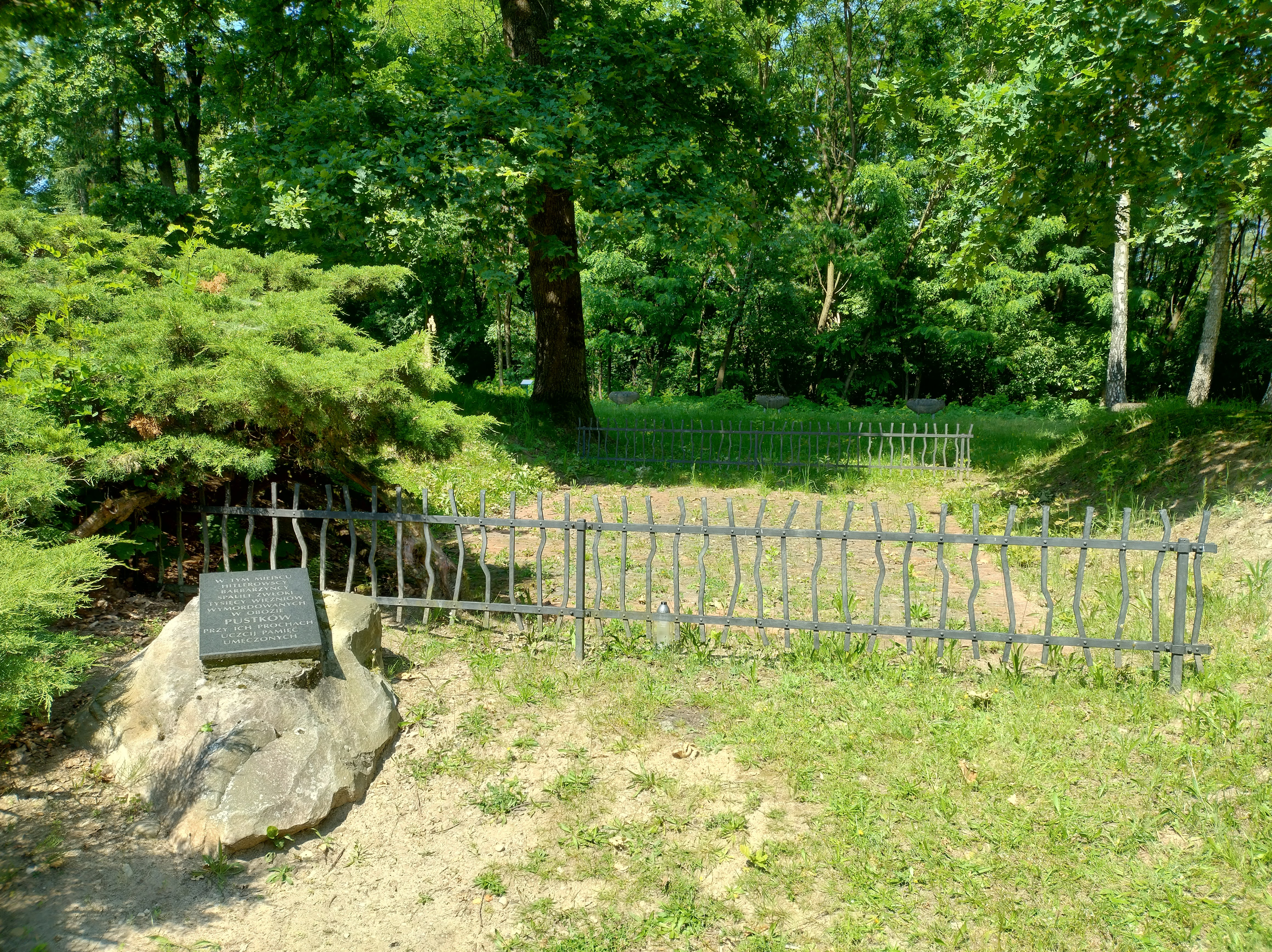
Pozostałości krematorium na Górze Śmierci